# Анемия
Анемия (на гръцки: Ἀναιμία, „без кръв“, още малокръвие, безкръвие) е недостиг на червени кръвни телца и/или хемоглобин в кръвта. Това причинява намалена способност на кръвта да пренася кислород към тъканите, така причинявайки тъканна хипоксия. Следва да се спомене, че има полови различия в нормалните стойности на кръвните показатели: при мъжете броят на червените кръвни телца – хемоглобина и хематокрита, е по-висок от броя при жените. Това се дължи на две основни причини – влиянието на половите хормони и месечния цикъл при жените.
Анемията може да се разглежда както като самостоятелно заболяване (отделна нозологична единица), така и като симптом на други заболявания.

## Причини
Три са основните причини за анемията:
- Масирана (остра или хронична) кръвозагуба. Типично за тези ситуации, е че основната заплаха за пациента е по-ниското количество кръв в съдовете и шока, отколкото риска за поява на анемия.[1] При хронична кръвозагуба, която може да бъде наблюдавана най-често в заболявания на храносмилателната система, на женската полова система, при хронични и възпалителни туморни процеси, резервите от желязо в организма намаляват и се образува желязодефицитна анемия.[1] Това е най-честата анемия, като се наблюдава в 80% от всички анемии.[1]
- Недостатъчно производство на червени кръвни телца (неефективна хемопоеза).
- Повишено разрушаване на червени кръвни телца (хемолиза). Този вид анемии се наричат хемолитични, като могат да се дължат на наследствени вродени аномалии в структурата на еритроцитите или да бъдат придобити заболявания в резултат на преливане на кръв от друга кръвна група, попадане в кръвта на различни отрови или ухапвания от насекоми и отровни змии. [1]

## Симптоми
Анемията може да премине незабелязано при много хора и симптомите да са слаби. Най-често хора с анемия се оплакват от слабост, отпадналост, дискомфорт, а понякога и слаба концентрация. Хора с по-остра анемия се оплакват често от диспнеа (задух) при усилие. Тежката анемия подтиква тялото да компенсира, като увеличи сърдечната дейност, което води до усещане на биенето на сърцето и изморяване, а възможно да доведе и до сърдечна недостатъчност.
Бледата кожа и лигавица често е полезен знак при диагнозата на по-тежките анемии, но невинаги е явна. Други симптоми могат да са напукване на устните и плоски или дори вдлъбнати нокти (най-често показател за липса на желязо).

## Диагноза
При съмнения за анемия най-често се прави изследване на кръвната картина: брой на еритроцитите, хематокрит, концентрация на хемоглобина, средна големина и съдържание на хемоглобин на еритроцитите (полезни при определяне на причината за анемията).
За определяне на причината на анемията се изследват и други показатели, когато това се налага:
- Ferritin, Transferrin (Анемия вследствие на дефицит на желязо).
- Определяне на съдържанието на витамин B12 и фолиевата киселина (Мегалобластна анемия).
- Търсене на източници на кървене (например стомах, черва; генитално кървене при жените).
- Изследване на костен мозък.
- Анамнеза (анемиите могат да са причинени и от медикаменти).

## Лечение
Лечението на анемия са много разнообразни. Първо, основната причина за анемия трябва да бъдат идентифицирана и коригирана. Например, анемия, в резултат на загуба на кръв от язва на стомаха трябва да започва с лекарства, за да излекува язвата. По същия начин, често се налага операция за премахване на рак на дебелото черво, която причинява хронични кръвозагуба и анемия.
Важно за заболелите от анемия са разходките на чист въздух, пълноценната почивка и достатъчно сън. Подходящи при анемия храни са пчелните продукти – мед и пчелен прашец, ябълки, коприва, червено грозде, спанак, яйца, кисело мляко, бирена мая, риба, много плодове и зеленчуци (в случай че въпросната форма на анемията не изисква специфична диета) .
Към храните, които са подходящи може да се добави и спирулината. Тя съдържа 50 пъти повече желязо в сравнение със спанака. Богата е на хлорофил, а той съдейства за производството на нови червени кръвни клетки. В комбинация с лечебните гъби Млада гъба рейши (14 – 18 дневен мицел) се получава невероятно бързо възстановяване.
При анемия се препоръчва и билката жълт лапад, защото бързо повишава нивата на хемоглобина. Освен това подобрява значително работата на черния дроб, където се съхранява желязото.
Жълтият лапад действа ефективно в комбинация с коприва. Отварата с жълт лапад може да се пие по 3 пъти дневно в продължение на 3 месеца.
Друга билка, която е изключително ефективна при лечението на анемия, е копривата. Тя повишава абсорбирането на желязо от организма.
Копривата ефективно усвоява протеини, които пренасят кислород до клетките и помагат за преодоляване на недостига на желязо. Високото съдържание на хлорофил и желязо подпомагат лечението.
Глухарчетата и корените от репей увеличават способността на организма да абсорбира желязото от храната.